# NGC 6792
NGC 6792 est une vaste galaxie spirale barrée située dans la constellation de la Lyre. Sa vitesse par rapport au fond diffus cosmologique est de 4 464 ± 13 km/s, ce qui correspond à une distance de Hubble de 65,8 ± 4,6 Mpc (∼215 millions d'al). NGC 6792 a été découverte par l'astronome germano-britannique J. Gerhard Lohse en 1886.
La classe de luminosité de NGC 6792 est II et elle présente une large raie HI. 
À ce jour, une dizaine de mesures non basées sur le décalage vers le rouge (redshift) donnent une distance égale à 67,830 ± 9,868 Mpc (∼221 millions d'al), ce qui est à l'intérieur des valeurs de la distance de Hubble. 
Selon un article publié par Steven D. Peterson en 1979, NGC 6792 et UGC 11430 forment une paire de galaxies. Cependant, il est fort probable que ce soit une paire purement optique, car la distance de Hubble d'UGC 11430 est égale à 78,29 ± 5,48 Mpc (∼255 millions d'al).